# Myrmecological News
Myrmecological News – międzynarodowe recenzowane czasopismo naukowe obejmujące tematyką myrmekologię. Obejmuje artykuły ze wszystkich dziedzin biologicznych związane z mrówkami. Dawniej ukazywało się pod nazwą "Myrmecologische Nachrichten". Do woluminu 15 artykuły miały abstrakty w języku niemieckim. Obecnie pismo w całości wydawane jest po angielsku. Wydawane jest przez Österreichische Gesellschaft für Entomofaunistik, austriackie stowarzyszenie entomologów i przyrodników. Obecnie redaktorami pisma są Birgit Schlick-Steiner, Florian Steiner oraz Herbert Zettel, a wychodzi ono raz do roku. 
Czasopismo jest indeksowane przez: Current Contents/Agriculture, Biology & Environmental Sciences, Google Scholar, Science Citation Index Expanded, Scopus oraz Zoological Record.